# Esa Einai (chanson)

Esa Einai (en hébreu,אֶשָּׂא עֵינַי} est une chanson célèbre du rabbin Shlomo Carlebach tirée du Psaume 121:1-2.

## Paroles enhébreu
אֶשָּׂא עֵינַי, אֶל-הֶהָרִים
 מֵאַיִן, יָבֹא עֶזְרִי
עֶזְרִי, מֵעִם יְהוָה
עֹשֵׂה, שָׁמַיִם וָאָרֶץ

## Translitérationde l'hébreu
Essa einai el heharim
meayin yavo ezri
ezri me'im Hashem
oseh shamayim va'aretz

## Traductionenfrançais
Je lève les yeux vers les montagnes''
pour voir d'où me viendra le secours
Mon secours vient de l'Eternel
qui a fait le ciel et la terre